# ピエーヴェ・デル・カイロ
ピエーヴェ・デル・カイロ（伊: Pieve del Cairo）は、イタリア共和国ロンバルディア州パヴィーア県にある、人口約1,800人の基礎自治体（コムーネ）。

## 地理

### 位置・広がり

#### 隣接コムーネ
隣接するコムーネは以下の通り。括弧内のALはアレッサンドリア県所属を示す。
- フェッレーラ・エルボニョーネ
- ガッリアーヴォラ
- ガンバラーナ
- イーゾラ・サンタントーニオ (AL)
- メーデ
- メッツァーナ・ビーリ
- ヴィッラ・ビスコッシ

### 気候分類・地震分類
気候分類では、zona E, 2619 GGに分類される。
また、イタリアの地震リスク階級 (it) では、zona 3 (sismicità bassa) に分類される
。

## 行政

### 分離集落
ピエーヴェ・デル・カイロには、以下の分離集落（フラツィオーネ）がある。
- Cairo Lomellino, Cascina Provvidenza, Cascine Nuove, Gallia